# Thi Tam Goiset
Thi Tam Goiset (ou Thitam Goiset) est une femme d'affaires vanuataise, proche des milieux politiques du pays.

## Biographie
Elle est issue de la communauté vietnamienne des Nouvelles-Hébrides, condominium colonial franco-britannique. De 1921 à 1940, des milliers de travailleurs sont transférés d'Indochine aux Nouvelles-Hébrides, principalement comme ouvriers agricoles sous contrat d’indenture pour les plantations de colons français. L'un d'eux est le père de Thi Tam Goiset, qui naît ainsi dans la colonie. Son frère Dinh Van Than se lance dans les affaires et devient le plus gros employeur privé du pays, l'un des hommes les plus riches de l'archipel, et -après l'indépendance des Nouvelles-Hébrides devenues en 1980 la république de Vanuatu- l'un des proches et des principaux conseillers du Premier ministre Walter Lini,. Comme son frère, Thitam Goiset devient prorpiétaire de multiples entreprises, se rapproche rapidement des milieux politiques, et acquiert une réputation sulfureuse.
En 1993, elle vend une propriété commerciale à Port-Vila à l'État via le ministre des Finances Willie Jimmy, qui signe un accord de vente pour deux fois le prix du marché, sans mise en concurrence et sans estimation indépendante de la valeur du bien. Le ministre Jimmy accepte ensuite un prêt de la part de Dominique Dinh, homme d'affaires et frère de Thi Tam Goiset, pour couvrir les frais de l'achat. L'affaire fait grand bruit. Elle est reconnue coupable de détournement de fonds par la justice, malgré les pressions exercées à son avantage par Walter Lini, qui demande au président de la république Fred Timakata de limoger le juge qui la condamne, et qui cherche sans succès à se faire nommer ministre de la justice pour la protéger.
En 2005, ayant obtenu un passeport diplomatique (sans avoir un emploi ni un statut de diplomate), elle accompagne le ministre des Affaires étrangères Sato Kilman en visite diplomatique en Europe. À son retour, elle omet de déclarer quelque 50 000 euro en liquide qu'elle transporte dans sa valise, et l'argent lui est confisqué par la douane de Nouvelle-Calédonie lors de son transit à Nouméa,.
À la fin des années 2000, comme ses frères, elle s'intègre à la vie coutumière de sociétés autochtones du pays, et reçoit un nom coutumier de la part de plusieurs d'entre elles sur les îles d'Espiritu Santo et de Tanna. En 2008 elle est choisie comme présidente des anciens mouvements sécessionnistes que sont le Nagriamel (à Santo) et le mouvement John Frum (à Tanna), et en 2009 les chefs coutumiers des deux mouvements la déclarent « chef suprême » de l'union des deux,.
En 2011, après qu'elle a persuadé le gouvernement d'accorder une reconnaissance diplomatique à la « république d'Abkhazie », une région de la Géorgie occupée militairement par la Russie, le Premier ministre Sato Kilman et son ministre des Affaires étrangères Maxime Carlot la nomment ambassadrice du Vanuatu en Russie. Elle ne reçoit pas de salaire, mais son contrat prévoit qu'elle touchera 15 % de toutes les éventuelles sommes d'argent données par la Russie au Vanuatu, un accord secret révélé par le journal d'investigation The Vanuatu Daily Post et fortement critiqué par la responsable vanuataise de l'organisation anti-corruption Transparency International, Marie-Noëlle Ferrieux Patterson,
,. Lorsque le gouvernement Kilman perd la confiance du Parlement en mars 2013 et doit démissionner, Thitam Goiset est limogée de sa fonction d'ambassadrice par le nouveau ministre des Affaires étrangères, Edward Natapei.
En 2020 le gouvernement du Premier ministre Bob Loughman confie à Vanuatu Lifestyle (VanLS), l'une des entreprises de Thitam Goiset, un contrat public pour vendre la citoyenneté vanuataise à quelque 300 étrangers « en difficulté ». Le gouvernement affirme qu'il s'agit d'aider des apatrides et des réfugiés. Le chef de l'opposition parlementaire, Ralph Regenvanu, accuse le gouvernement de vouloir plutôt vendre des passeports vanuatais à de riches criminels étrangers, y compris à des personnes privées de leur citoyenneté d'origine en raison de leurs activités criminelles ; il souligne que puisque les passeports seront vendus environ 80 000 euro pièce, ils n'iront évidemment pas à des réfugiés. Un agent de VanLS évoque la possibilité de les vendre à des Russes d'Estonie (en),. 
En 2021, Thi Tam Goiset est nommée présidente de la Commission des Services financiers de Vanuatu (en), commission chargée par le ministère des Finances d'assurer le registre des entreprises opérant au Vanuatu, de conseiller à la fois le gouvernement et les entreprises en matière d'affaires financières, de représenter le Vanuatu à l'étranger dans ses relations avec le milieu de la finance internationale, de promouvoir le Vanuatu auprès des services financiers étrangers, et de réguler les activités d'entreprises financières opérant au Vanuatu afin notamment d'éviter la venue au Vanuatu de personnalités « indésirables » de la finance étrangère,.